# Kakost měkký
Kakost měkký (Geranium molle) je jednoletá až dvouletá bylina z čeledi kakostovité.

## Popis
Kakost měkký je jednoletá až dvouletá rostlina s lodyhou vysokou 10–35 cm. Květy jsou červenofialové, aktinomorfní. Květenstvím je vidlan. Listy tvoří přízemní růžici, jsou řapíkaté, tvarem okrouhle ledvinité. Plodem je suchý zobanitý plod až 1,5 cm dlouhý.

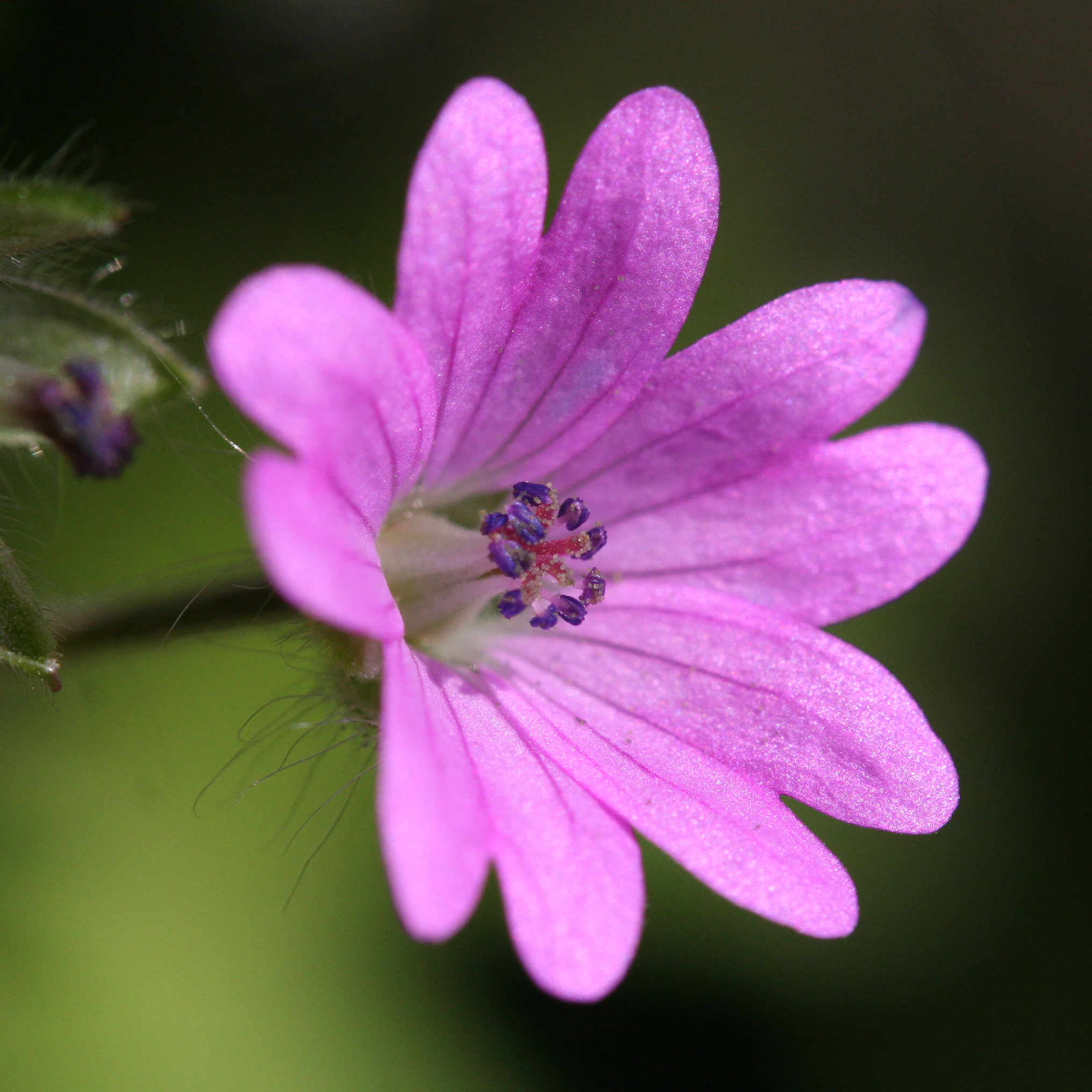
Detail květu
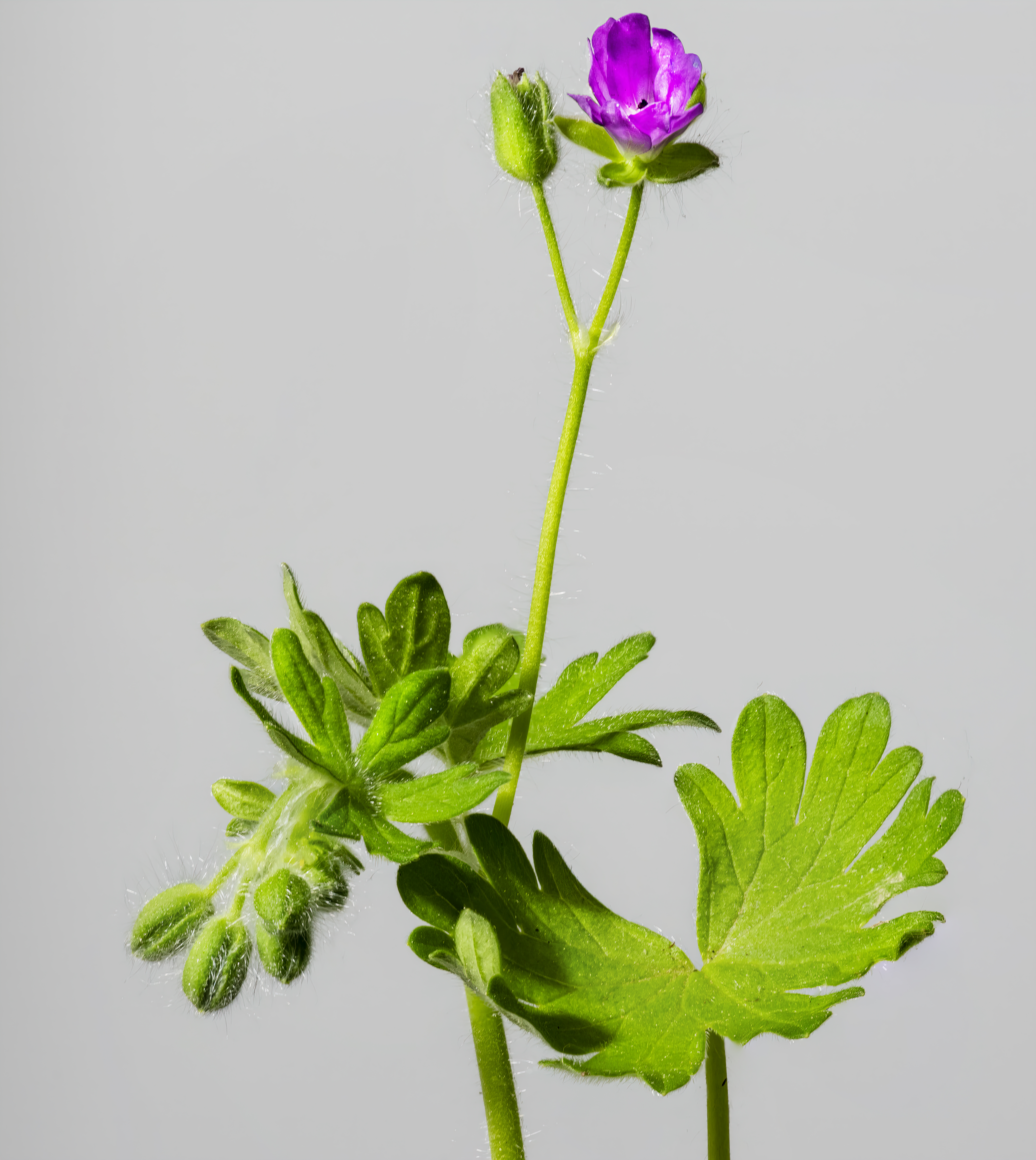
Stonek, listy a květy

## Výskyt
Kakost měkký je dnes považován za kosmopolitní druh, jeho původní areál pravděpodobně zahrnoval mediteránní oblasti a přední Asii po Kašmír. Dnes je v ČR vzácný, roste spíše v teplejších územích, především v Čechách.
Kakost měkký roste přirozeně na travnatých místech, podél cest a tratí a na pastvinách nebo v parcích. Kvete od května do srpna.

## Možnost záměny
- Kakost maličký (Geranium pusillum) - na rozdíl od kakostu měkkého má kakost maličký lysá pouzdra semen a kratší korunní lístky[5][7]
- Kakost hladký (Geranium aequale) - na rozdíl od kakostu měkkého má kakost hladký pouze krátké měkké chlupy[5]